# 陞技電腦
環茂科技公司（前稱陞技電腦股份有限公司，簡稱「陞技電腦」，中國大陸一般作「升技電腦」），是一個1980年代至2000年代間在臺灣經營存在的電腦硬體裝置製造商，其主要產品有電腦主機板，以高效能以及對處理器超頻的高支援度聞名於當年的電腦主機板市場。原陞技電腦在2005年時因高層管理弊案而陷入財政危機，至2006年5月被環隆電氣（USI）收購，並另外成立「環茂科技公司」以繼承原陞技電腦的ABIT品牌以及該品牌下之主機板產品、智慧財產及其服務項目等無形資產。
環隆電氣於2008年底宣布ABIT品牌的產品停產及退市，僅保留產品保固及維護服務至2012年，爾後雖然有關於該品牌的重啟計劃但最終沒有事成。當年陞技的一些高層管理人員（如該公司的董事長盧翊存）也因財務弊案而面臨刑事經濟訴訟，至今仍未完結。

## 歷史

原陞技電腦的ABIT標誌

### 陞技電腦時期
陞技電腦在1989年註冊成立，其主要製造基地位於臺灣桃園縣。在1991年時成爲當時銷售增長最快的電腦主機板製造商，在該年的銷售額有一千萬美元。2000年陞技於臺灣證券交易所進行首次公開募股並進入加權股價指數之列（股票代號：2407），此後便進入該公司的高速擴張時期，先是在中國大陸蘇州新建生產製造基地，並將總部移往台北市內湖區，在2000年至2001年間主機板的出貨量及銷量均比2000年前翻倍。
陞技電腦於2002年6月將低階板卡、產品試產業務外包精英電腦負責，但是該消息一開始並沒有公開；直到2002年7月陞技才公開確認這一資訊，並且該月第一型外包代工產品的出貨量佔陞技該月總出貨量的10%。到2002年8月，第二型代工產品的這個數字提升到15~20%，這些外包代工的產品作爲陞技的利基產品存在，包括伺服器主機板、路由器主機板等，外包於他廠以期望釋放桃園總廠的產能壓力。
同樣2002年，2月份陞技的主機板產品出現電容電解液外漏災情，導致隨後的產品大規模召回。由於當時陞技的主要銷售市場是北美地區市場，是次產品災情令公司的銷售業績遭遇滑鐵盧。而後陞技改善品質以及調整市場策略（將銷售市場重心轉移至新興的中國大陸市場）重新獲利，當時在中國大陸市場面臨與臺灣同業華碩電腦、技嘉科技、微星科技等的競爭。不過此次電容爆漿災情，對於一些產品問題陞技試圖以延長召回更換保固期限的方式了事，至2005年在北美仍有關於此事的民事訴訟案未完結。
2003年3月，陞技電腦遭遇核心開發人員出走的危機。當時陞技電腦的核心開發團隊領隊Oskar Wu，在推出採用NVIDIA NForce晶片組的ABIT NF7-S主機板以後離職，轉投陞技的競爭對手友通資訊，並出任該公司LANParty部門的首席人員。
2004年12月15日，由於被發現有內線交易、高層管理人員侵吞公司資產（即「掏空」公司）、做假帳等眾多財務問題，臺證所宣布將陞技的股票下櫃，並隨即展開了對陞技調查，是為「陞技弊案」，此案後來因涉嫌經濟罪案而交予士林地檢署承轉接辦，弊案至今仍未有最終判決。弊案被發現的起初是陞技主要轉投資的、負責進出口業務的七家公司，全部都是同一個香港的註冊地地址並且每家公司的註冊股本只有港元2元，而陞技的公開財報、帳目上顯示這些公司從事「將產品運往香港銷售」的業務，根據陞技公開的銷售報表推斷，如此低註冊股本的公司顯然不足以從事數額如此巨大的進出口業務，因此陞技有涉嫌開設皮包公司做假賬目、虛報實際銷售數字的高度嫌疑。當時香港也有媒體報導陞技這些在香港註冊的紙上公司也有管理人員挪用公司資產的嫌疑，並正被香港方面調查。
陷入弊案的陞技電腦，其資金鏈面臨斷裂危機，在2005年6月與萬海航運合作商議注資事宜，以為公司解決資金鏈的燃眉之急。最終萬海以私募入股的方式獲得陞技約二成股權成爲有多數決定權的大股東。
2006年1月25日，陞技宣布環隆電氣（USI）有意收購電腦主機板業務以及「陞技」、「ABIT」品牌。隨後陞技於其內湖總部大樓內多次召開臨時特別股東大會，商討業務出售、主要業務出售後公司更名、修訂公司章程、公司的剩餘資產的處分、解除公司董事競業禁止之限制的事宜。最終陞技電腦的主要業務連同其品牌等無形資產一同售予環隆電氣，也將其台北總部辦公大樓售予德意志銀行，以籌得資金償還債務，原陞技電腦公司也更名為「欣煜科技股份有限公司」（簡稱「欣煜科技」）。至於爲何陞技將主要業務出售，陞技董事長盧翊存稱原陞技的技術雖然過硬，用料也屬上乘，但隨之而來的高成本也帶來了高售價而不利於其目標市場的擴大。出售案的同時由於原陞技的高管弊案仍未解決，一些原陞技的股東們的股東代表提出要求封存出席、表決相關憑證，供未來的維權調查查閱。至2007年，證券投資人及期貨交易人保護中心仍有陞技股票投資人團體的求償事宜受理。

### 環茂科技時期
2006年3月22日，環隆電氣以其旗下100%轉投資公司HHIC與陞技簽署了收購合同，由HHIC成立「環茂科技控股」（Universal ABIT Holding，UHAC）獲得陞技的主要業務（電腦主機板製造業務）及品牌（包括但不限於專利權、商標權、著作權等智慧財產以及實體銷售通路）負責接管處理這些事務，相應的，UAHC以新台幣5.5億元，並發行5百萬單位的認股權證來作為對價，此次交易但不包含原陞技電腦的存貨及其應收帳款等有形資產，新台幣5.5億元現金中的3.5億元是以現金分期支付，剩餘2億元由UAHC以等值特別股與原陞技換取。雖然涉經營弊案，但該出售案和收購案也是台灣島內電子廠商由製造轉型爲品牌經營的一個案例。
原陞技更名爲欣煜科技後，主營電子元件及網路通訊裝置的分銷，仍使用其位於中國大陸蘇州的工廠和辦事處承接一些主機板的代工製造業務、進行原陞技品牌產品的售後服務。而環茂科技在該收購案中獲得的原陞技品牌通路、主機板業務也全面更換新品牌名「環茂ABIT」（Universal abit），原陞技的通路辦事處（包括臺灣臺北內湖區辦事處、中國大陸上海的升技贸易有限公司、北美的ABIT Computer Corporation (USA)，還有伊朗及荷蘭的辦事處）由環茂科技接管以後，也全面更名，至此原陞技電腦成爲歷史。
不過新成立的環茂ABIT並沒能繼承原陞技的產品品質，一味追求低成本和試圖主打高C/P值的市場策略，導致環茂科技在市場競爭中不敵有着類似產品線策略但財力雄厚並深耕多個消費層面市場的技嘉、MSI乃至從華碩分離出來的同時也主打高C/P值的華擎。最終環茂ABIT於2008年12月31日被環隆電氣宣佈終止ABIT品牌並開始退市，2009年1月1日開始僅銷售庫存產品，2009年3月31日開始僅負責產品的保固及維護服務，官方網站仍繼續運作，提供保固工單提交、BIOS韌體更新、晶片組的驅動程式及ABIT專有的軟體下載。
在2011年環隆曾經嘗試重啟「陞技」或「ABIT」品牌，但隨後該計劃無疾而終。
2012年2月29日，環茂科技的官方網站宣佈停運，並終止一切保固售後服務，ABIT品牌至此成爲歷史。不過仍有ABIT的愛好者建立了鏡像備份站點。

## 技術成就
ABIT的主機板製品以對處理器超頻的良好支援度在PC愛好者和業界中知名。1990年後期，公司便推出了「Softmenu」免跳線更改CPU參數設定的特性，是爲業界首款此類產品，當時其它廠商的主機板一般需要通過更改主機板的跳線、微撥開關的設定來調整CPU的電壓、時脈等參數，ABIT的這個設計容許超頻玩家在BIOS界面中直接更改這些參數而無需改動主機板上的配置，最早使用於IT5H和BX6主機板上。日後「Softmenu」發展出「μGuru」套件，包括一個5¼"光碟機槽面板以及載於主機板上的特製晶片，該晶片是一顆包含微控制器的ASIC，配合ABIT專有的軟體，可實現在作業系統運行的時候在作業系統上更改CPU電壓、時脈參數，可給予使用者幾近即時的調整效果回饋，從而減少了摸索CPU最佳時脈、電壓參數的用時，此外也可通過光碟機槽面板上顯示時脈和電壓設定值。除了超頻使用外，也有使用者使用它降低電壓以降低發熱量和功耗，往後「μGuru」套件甚至還能達成一部分後來英特爾、超微內建於CPU上的動態時脈調整節電技術的功能。
當年ABIT的AB-BX133是業界第一塊在英特爾BX系列晶片組上實作133MT/s FSB的主機板。往後還推出了基於440BX晶片組的雙處理器、支援對稱多處理器模式運行的BP6主機板，並且能使用核心代號「Mendocino」的賽揚系列處理器（英特爾的官方技術說明上不允許這種配置），也支援兩顆處理器同時進行超頻操作，不過該主機板在當時廣泛使用的Windows 95/98上無法使用，需要安裝Windows NT系列或是UNIX/類UNIX的作業系統方能使用。
2004年，ABIT推出了OTES冷卻系統，通過導熱管將主機板的電壓調節模組、晶片組上覆蓋的散熱片連接起來並延伸至後置I/O面板附近散走熱量。如今這個設計也常見於一些高規格的主機板上。
2008年COMPUTEX上，重建不久的環茂ABIT展出了FunFab P80數位相框及照片列印機，在行動裝置整合列印裝置，類似於拍立得的設計概念。

## 部分產品圖集

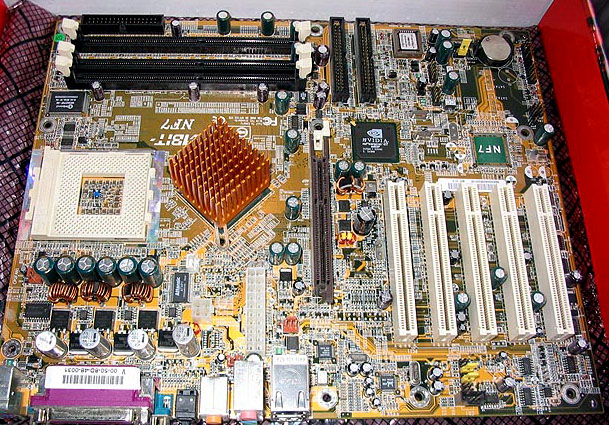
搭載nForce2晶片組的Abit NF7 Rev. 1.0
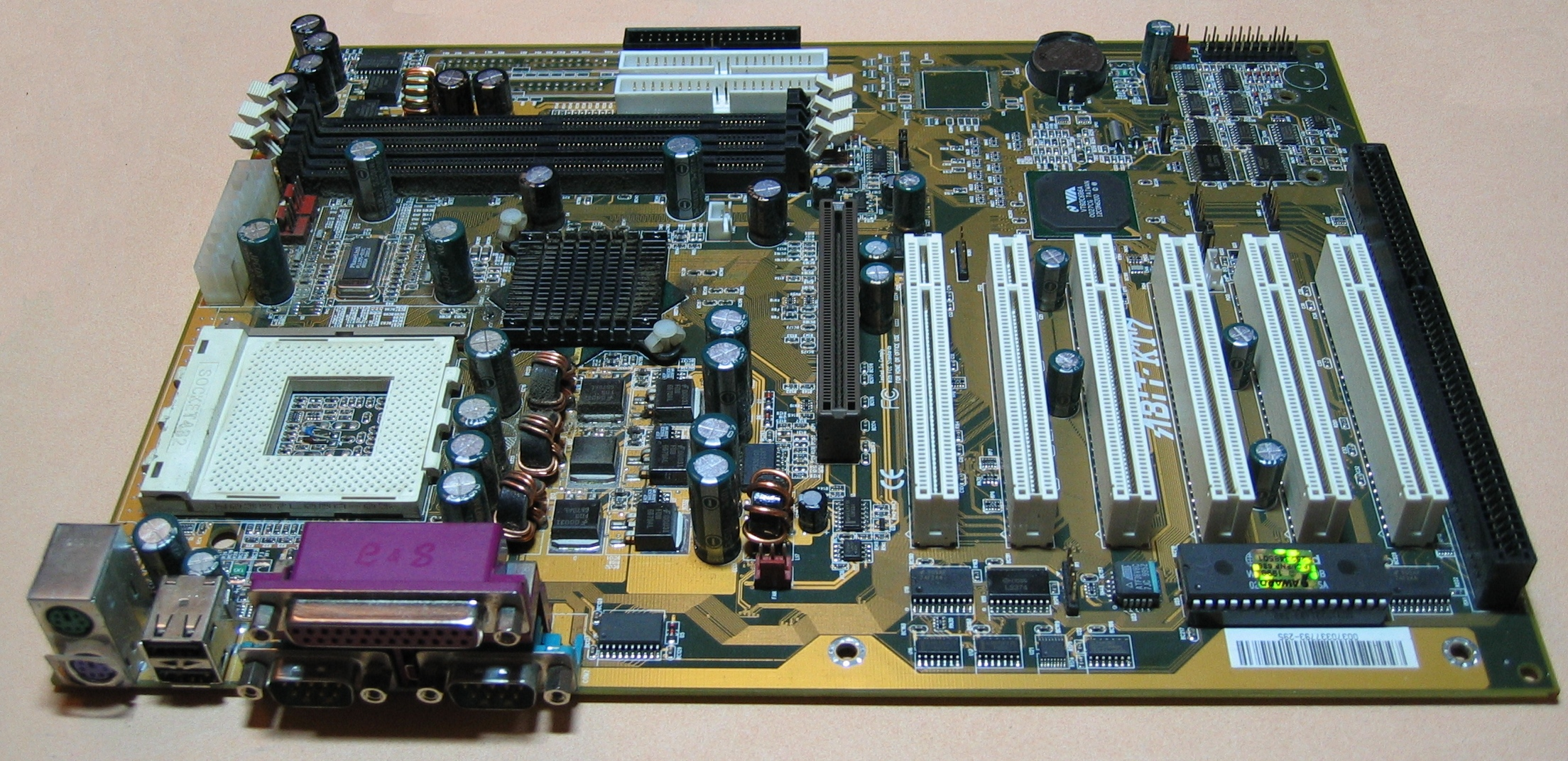
Abit KT7主機板
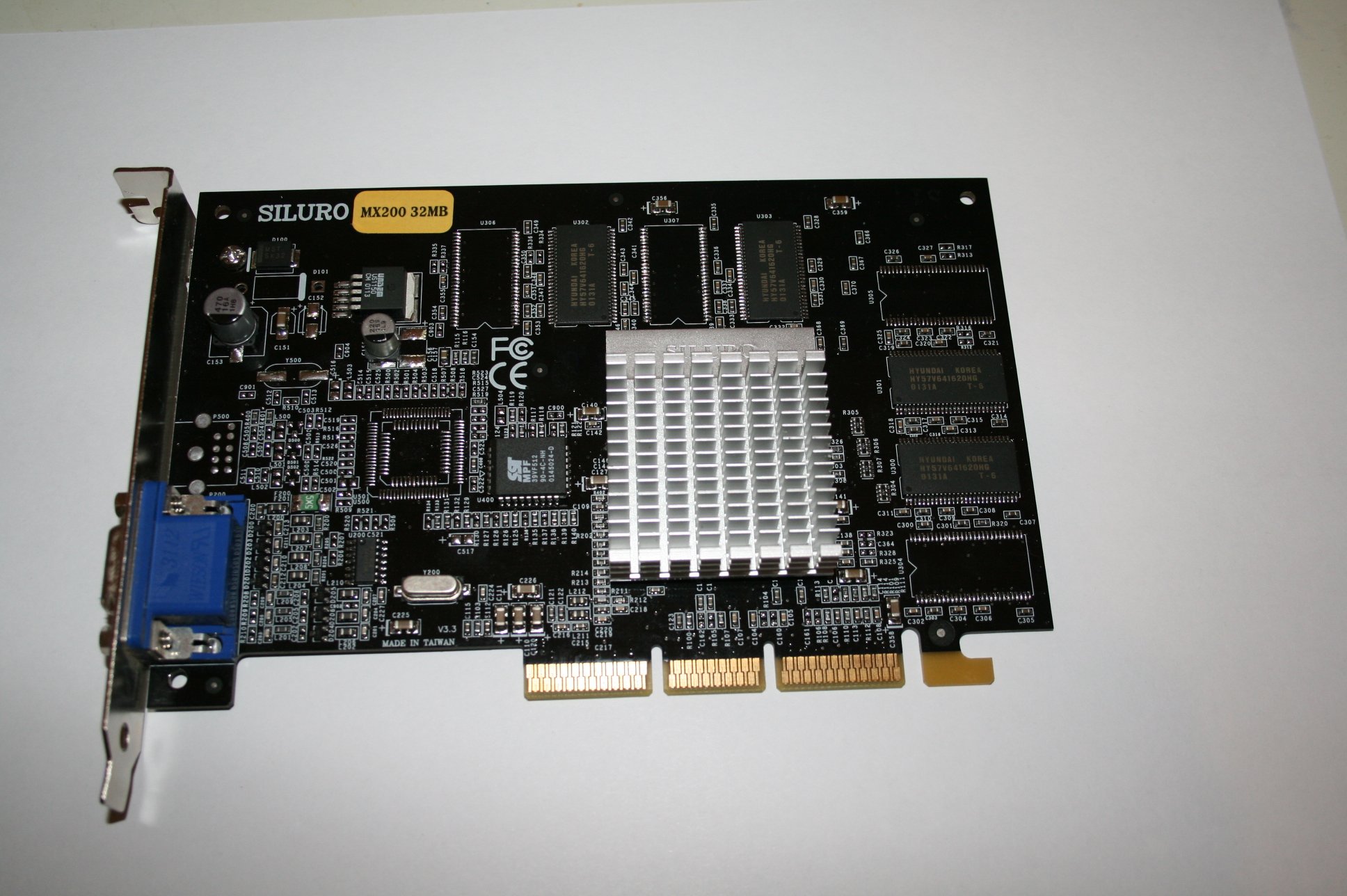
Abit Siluro GeForce2 MX200顯示卡
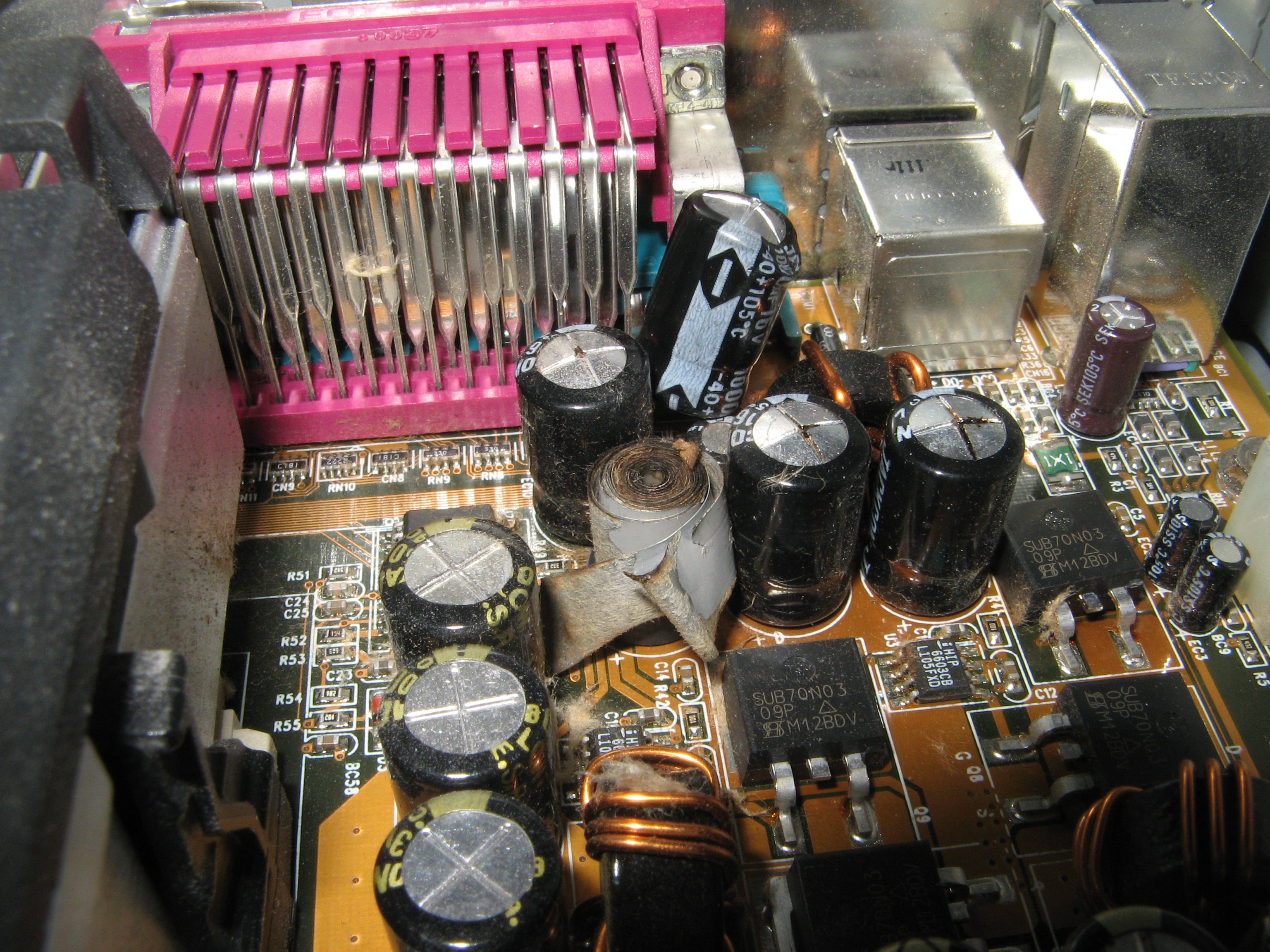
電容災情中，Abit VP6主機板上漏液炸開的電解電容器
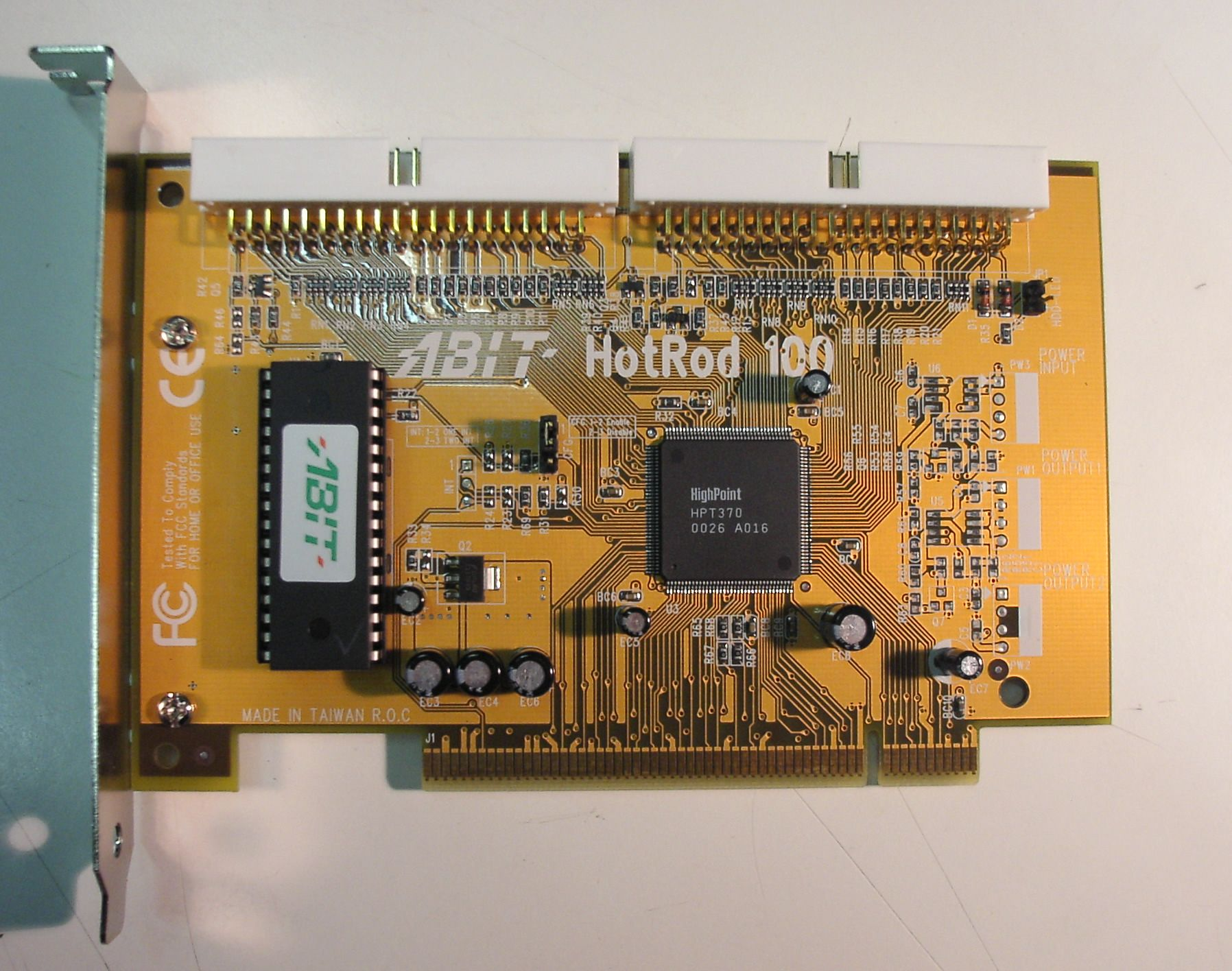
ABIT推出的PCI轉IDE埠轉換卡
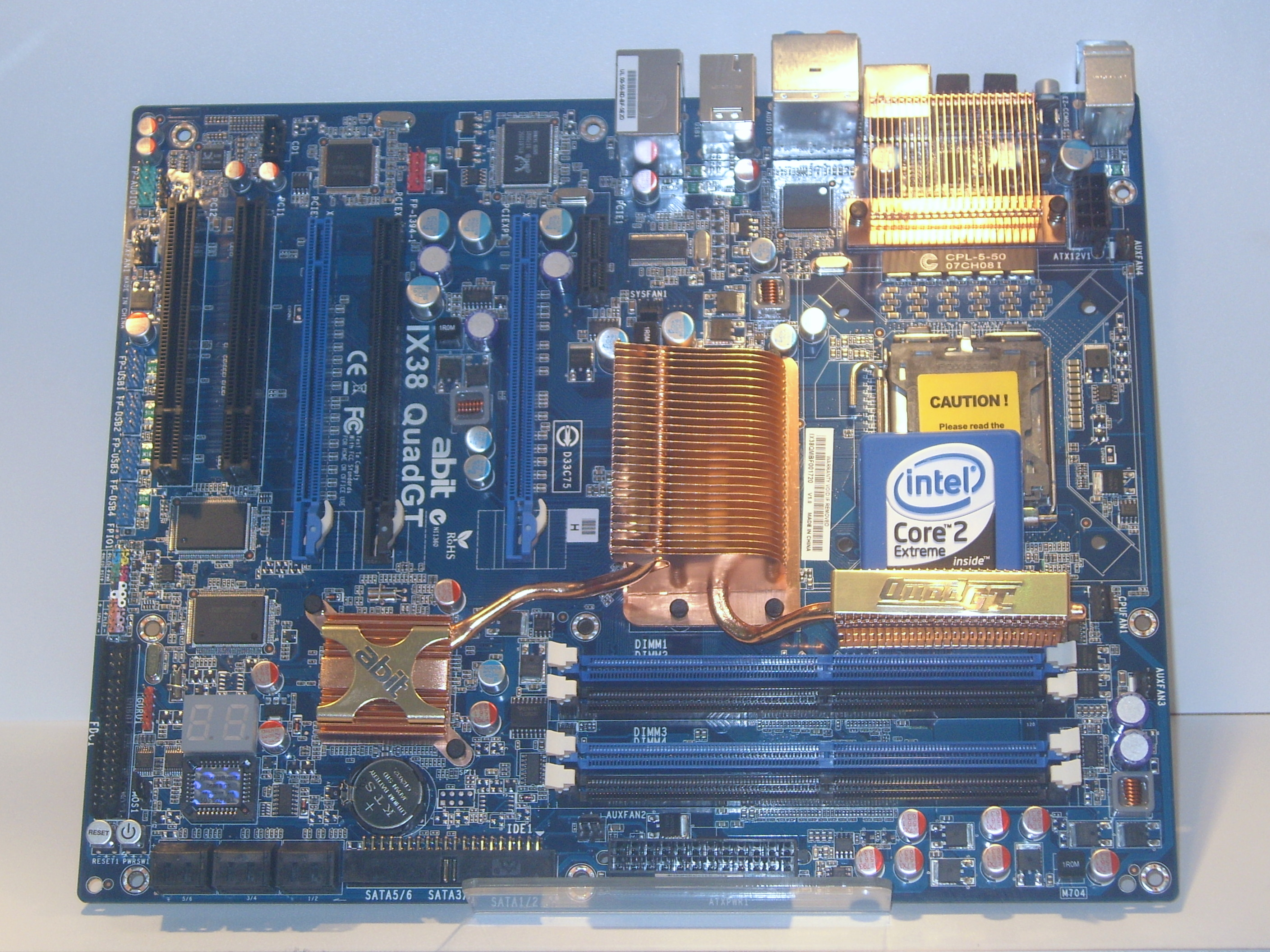
環茂ABIT時期的主機板，是為搭載X38晶片組的Abit IX38 QuadGT
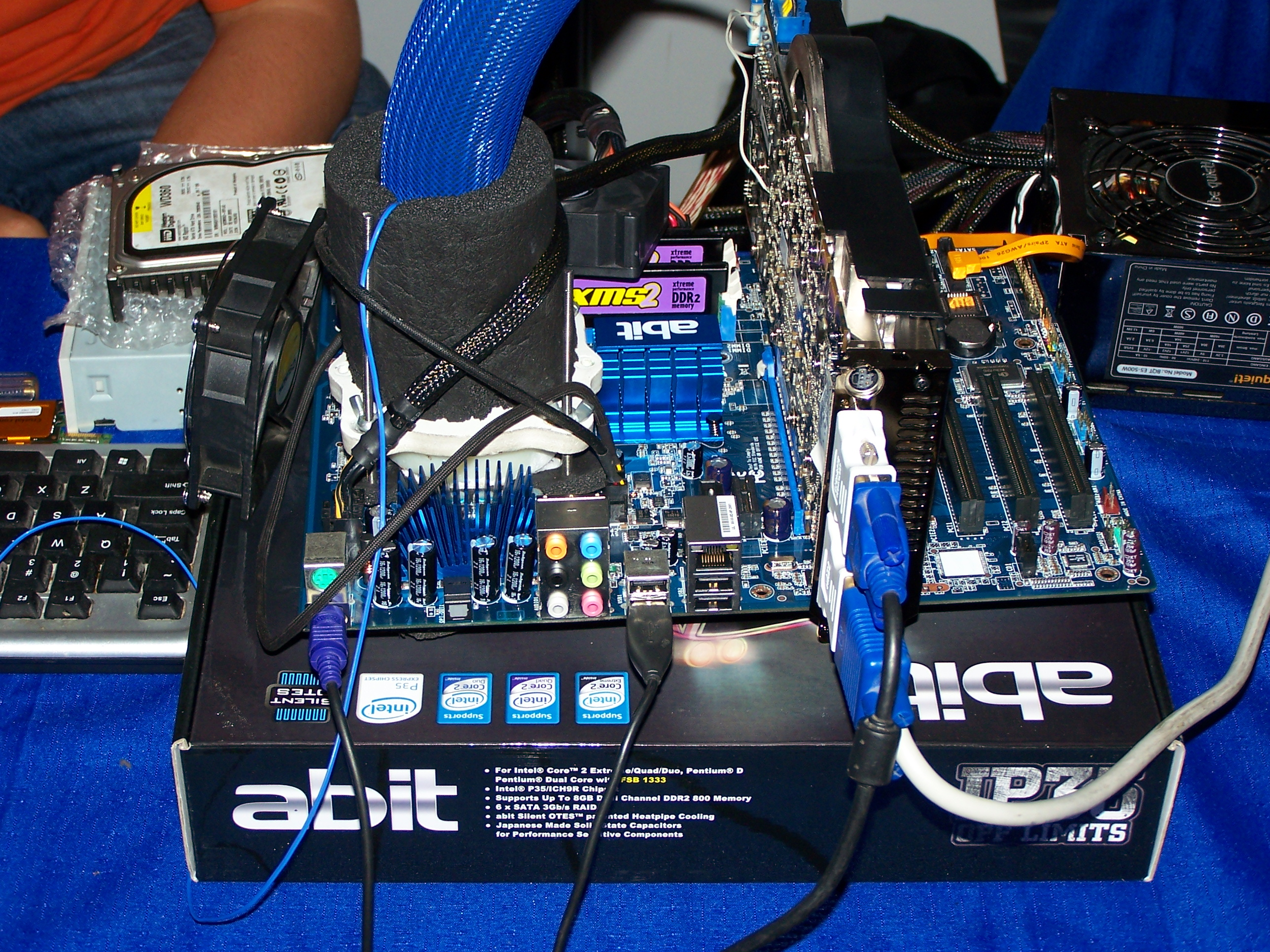
基建於ABIT主機板上的處理器超頻平台

## 資料來源

### 附註
1. ↑  . Press release. 2006-01-25  [2013-07-23]. （原始内容存档于2006-02-12）.
2. 1 2 3 4  . 天下雜誌.   [2018-07-01]. （原始内容存档于2018-07-01） （中文（臺灣））.
3. 1 2 3  . X-bit labs. 2008-12-17. （原始内容存档于2010-08-14）.
4. 1 2  . 自由時報電子報.   [2018-07-01]. （原始内容存档于2018-07-02）.
5. ↑  . 蘋果日報.   [2018-07-01]. （原始内容存档于2018-07-03） （中文（臺灣））.
6. ↑  . TVBS.   [2018-07-01]. （原始内容存档于2018-07-03）.
7. ↑  . Web site.   [2013-07-23]. （原始内容存档于1997-12-21）.
8. 1 2  . 財團法人證券投資人及期貨交易人保護中心. 2016-01-01  [2022-07-28]. （原始内容存档于2019-09-30）.
9. ↑  . DIGITIMES. 2002-07-19. （原始内容存档于2002-08-02）.
10. ↑  . DIGITIMES. 2002-07-30  [2015-03-09]. （原始内容存档于2019-09-21）.
11. ↑  . Tom's Hardware. 2002-07-30  [2015-03-10]. （原始内容存档于2018-07-03）.
12. ↑  . badcaps.net. 2005-01-21  [2010-11-16]. （原始内容存档于2010-07-06）.
13. ↑  . Mad Shrimps. 2008-11-16  [2015-03-10]. （原始内容存档于2015-03-07）.
14. ↑  . 今周刊.   [2018-07-02]. （原始内容存档于2018-07-02） （中文（臺灣））.
15. ↑  . 自由財經.   [2018-07-02]. （原始内容存档于2019-08-14）.
16. ↑  . 蘋果日報.   [2018-07-02]. （原始内容存档于2018-07-03） （中文（臺灣））.
17. ↑  . X-bit labs. 2004-12-21. （原始内容存档于2007-11-23）.
18. ↑  . 中国会计视野网.   [2018-07-02]. （原始内容存档于2018-07-02）.
19. ↑  . DIGITIMES. 2004-12-15  [2015-03-07]. （原始内容存档于2015-01-13）.
20. ↑  . AnandTech. 2005-06-10  [2008-09-01]. （原始内容存档于2011-06-06）.
21. ↑  . Universal Scientific Industrial. 2006-01-25. （原始内容存档于2006-04-26）.
22. ↑  . DailyTech. 2006-03-21  [2015-02-27]. （原始内容存档于2015-02-27）.
23. ↑  . 新浪网.   [2018-07-02]. （原始内容存档于2018-07-02）.
24. 1 2 3  . Tom's Hardware. 2008-08-29  [2013-07-23].
25. 1 2 3 4  wangguimei_gz, huangjinwen_gz. . PConline. 2012年2月28日  [2018年7月2日]. （原始内容存档于2018年7月2日）.
26. ↑  葉英豪、鄒秀明. . 聯合報 (聯合報). 2006年3月11日.
27. ↑  .   [2018-07-02]. （原始内容存档于2018-07-02）.
28. ↑  . 蘋果日報.   [2018-07-02]. （原始内容存档于2018-07-03） （中文（臺灣））.
29. ↑  . DailyTech. 2006-01-25  [2015-02-27]. （原始内容存档于2015-02-27）.
30. ↑  . AnandTech. 28 July 2000  [7 March 2015]. （原始内容存档于2018-07-25）.
31. ↑  . Tom's Hardware. 4 June 2008  [7 March 2015].

### 報章
- S. Chen, S. Shen. "Abit cuts debts by selling properties, but trouble remains", DigiTimes.com, 2005年12月28日.
- E. Wang. "Abit reaches tentative agreement with creditor banks", DigiTimes.com, 2005年1月21日.
- E. Wang. "Abit stock downgraded to requiring full delivery", DigiTimes.com, 2004年12月15日.

## 外部鏈結
- ABIT官方網站關閉後由ABIT愛好者建立的映像存檔
- ABIT官方網站關閉後的FTP下載服務的映像存檔 （页面存档备份，存于）（包括BIOS韌體更新、產品手冊以及ABIT專有的產品附加軟體）